# Luis Felipe Agurto
Luis Felipe Agurto Olaya (La Huaca, Paita, Perú, 9 de marzo de 1898 - Lima, 4 de junio de 1967) fue un escultor peruano reconocido a nivel nacional y regional. Se le consideró como escultor oficial del Estado en 1945. Entre sus obras se encuentran los bustos de Francisco Bolognesi, Miguel Grau, Garcilaso de la Vega, San Martín y Simón Bolívar. 

## Biografía
Luis Felipe Agurto Olaya nació el 9 de marzo de 1898. Sus padres fueron Juan Francisco Agurto y Ricarda Olaya, desde muy niño era muy estudioso, pero no era un alumno brillante, pues faltaba frecuentemente por tener que realizar trabajos para su hogar, como cargar agua del río. En 1907 tuvo la oportunidad de conocer y entregar al Presidente de la República José Pardo, en una visita de este a Piura, un retrato logrado a lápiz del propio mandatario, quien quedó sorprendido y le otorgó una beca para estudiar en la Escuela de Artes y Oficios de Lima.

## Trayectoria artística

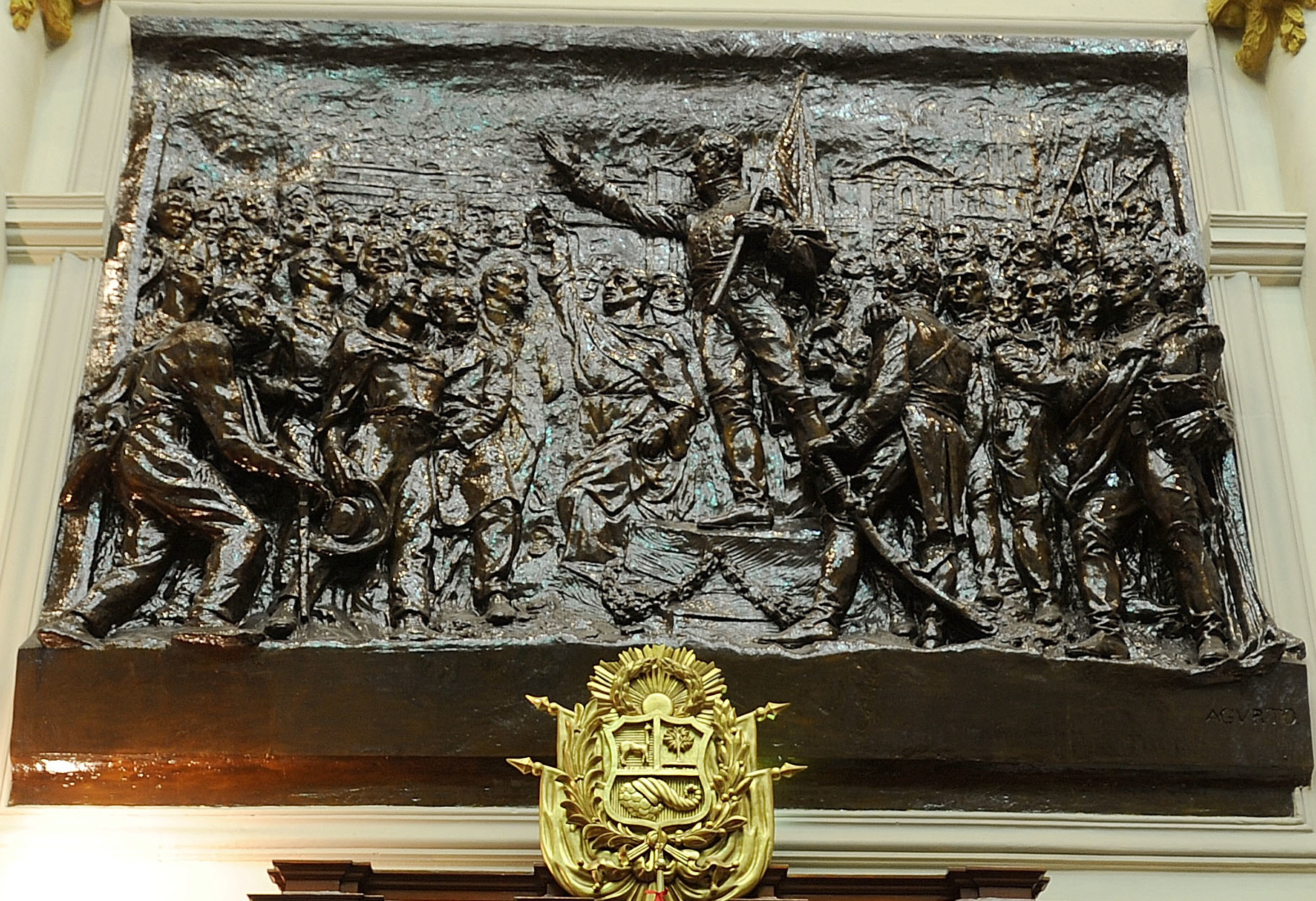
Altorrelieve de la Jura de la Independencia en el Hemiciclo de Perú.

Fue alumno de la Escuela de Artes y Oficios. En 1912 realizó un viaje de formación a París, becado por el gobierno peruano; allí ingresó a la Escuela de Bellas Artes y estudió bajo la dirección de Antonio Mercier (1913) y Augusto Rodin (1914). A su regreso fue profesor en la Escuela de Artes y Oficios (1917) y luego jefe del departamento de Bellas Artes (1921- 1932).
Fue autor de numerosos monumentos, efigies de próceres y personajes públicos en el Perú y el extranjero. Sus obras están en plazas y edificios de diversas ciudades del país. Destacan sus esculturas de: Andrés Avelino Cáceres (Lima), Miguel Grau (Piura), Leoncio Prado (Colegio Militar, Callao), Mariano Ignacio Prado (Iquitos), José Gálvez (Callao), Inca Garcilaso (Cuzco), Eugenio Garzón (Lima), Ricardo Palma (Miraflores), el Soldado Desconocido (Morro Solar, Chorrillos), y los relieves del frontis del ex Ministerio de Economía (Av. Abancay, Lima).También hay obras suyas en Bolivia, Venezuela, Colombia, México y Argentina.

## Reconocimientos
Recibió la Medalla de Oro del Municipio de Lima en 1945 por su labor como expresidente de la Sociedad de Bellas Artes de Lima. Se le consideró como escultor oficial del Estado en esa época (1945). Fue reconocido internacionalmente a través de un concurso que realizó el gobierno de Manuel Prado en 1940 para la creación de un monumento de grandes dimensiones en Piura (monumento a Miguel Grau).

## Obras

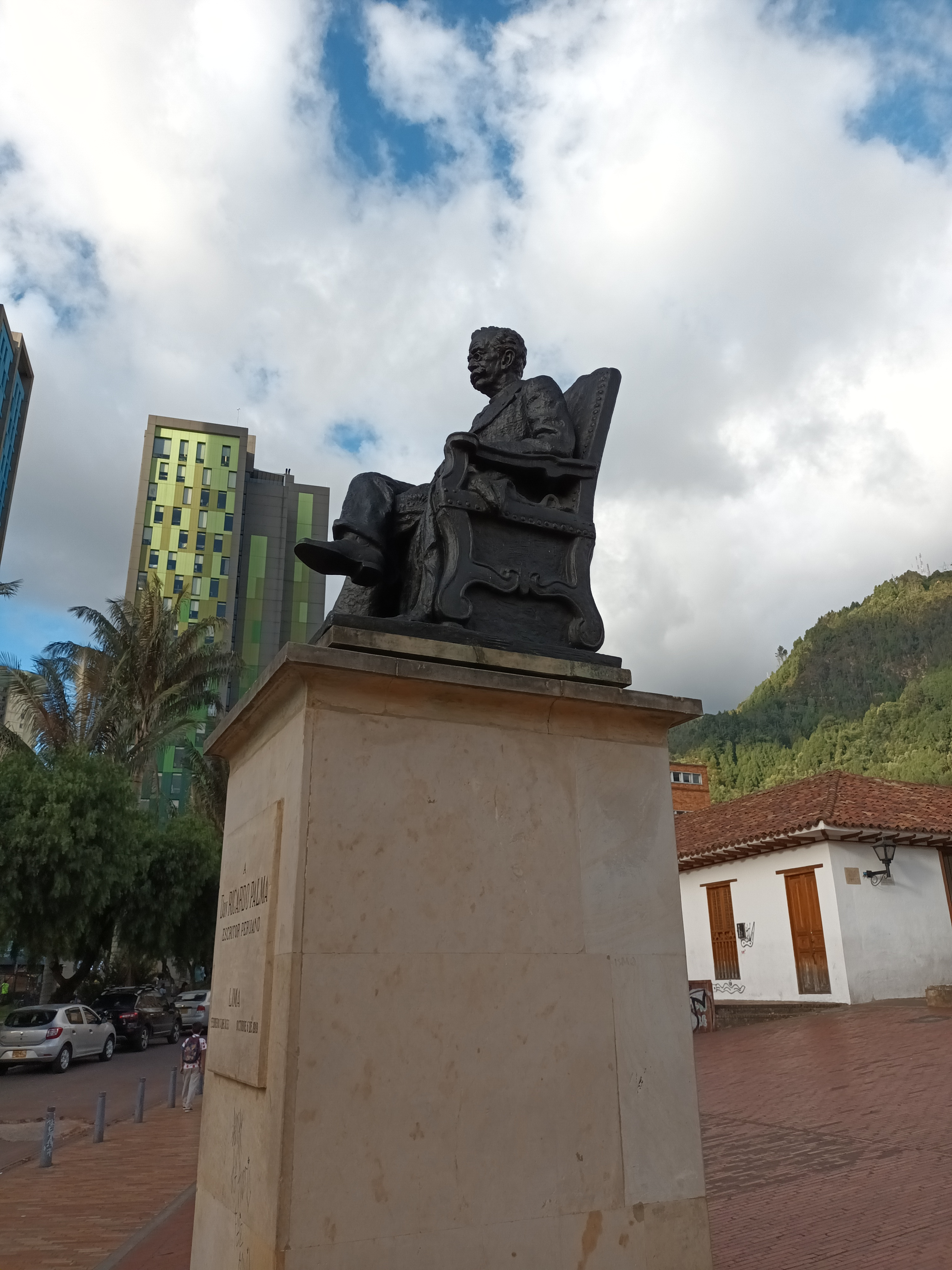
Escultura de Ricardo Palma -obra de Luis Felipe Agurto Olaya

Entre sus obras se encuentran los bustos de Bolognesi, Grau, Garcilaso de la Vega, San Martín y Bolívar. Inaugurado por el Presidente Prado el 8 de octubre de 1943. 
- Escultura en el Monumento al soldado desconocido, Chorrillos, Lima (1922). Escultura en homenaje a los soldados anónimos que lucharon en la guerra entre Perú y Chile. El proyecto fue encaminado por el Ministro de Guerra Germán Luna Iglesias.  Además de la escultura, Agurto realizó placas de bronce para el pedestal, con escenas del enfrentamiento bélico en el morro solar. La figura representa a un soldado uniformado, sosteniendo un rifle y una bandera, que aprieta contra su corazón. Los medios de la época destacaron los rasgos indígenas del personaje.  El conjunto fue inaugurado por el presidente Leguia el 26 de julio, en el marco de las fiestas patrias de 1922. La escultura ha sufrido diversas modificaciones a lo largo del tiempo. Debido a su ubicación alejada y de difícil acceso, ha sufrido el robo de sus placas de bronce y otros componentes escultóricos.
- Escultura de Sebastián Lorente, Parque Universitario, Lima (1924). Lorente fue un historiador español, decano de la Universidad San Marcos, inaugurada por el presente Leguía.  [3]
- La Victoria. Mausoleo del mariscal Óscar Raimundo Benavides Larrea. Cementerio Presbítero Maestro, Lima.[4]

- Escultura de Ricardo Palma, Bogotá, Colombia.[5]